# رنز
رُنز (بالفرنسية: Renaix) هي مدينة بلجيكية في الإقليم الفلمنكي في فلاندر الشرقية. البلدية تضم فقط مدينة رُنز السليم.

## المستوطنات في القرن الرابع عشر
هناك أدلة تظهر النشاط البشري في فترة العصر الحجري القديم. وفي العصر الحجري الحديث، كانت المنطقة مأهولة مع المزارعين المستقرين ومربي الماشية. وبنيت كنيسة ودير شرف القديس بطرس والقديس بولس في القرن التاسع، وأعطيت رُنز والدير إلى دير الهند (في Cornelismünster، قرب آخن) من قبل لويس ورعة. خلال تلك الأوقات العصيبة، اضطر الرهبان إلى الفرار من المدينة أكثر من مرة، والدير وقد أحرق النورمان في 880. وتم العثور على قطع أثرية في 940، ويضم في رومانسي بين سرداب النمط في 1083. كنيسة مار هيرميس، والتي بنى عليها قي أعلى قبو، كرس عام 1129. والمعروف الحج تكريما لسان، الذي كان عندئذ يكون لعلاج الأمراض العقلية، والمطرد للاقتصاد المحلي.

### النظام القديم والنهضة
في 26 مارس 1478، نهبت القوات الفرنسية المدينة واحرقتها. ثم استعادت وضعها بسرعة، ولكن، بفضل اقتصادها المزدهر على أساس التصنيع والتحضير من الكتان. في حوالي منتصف القرن 16th، أصبحت المدينة مركزا مهما الكالفيني في هولندا الأسبانية.

### الثورة الفرنسية

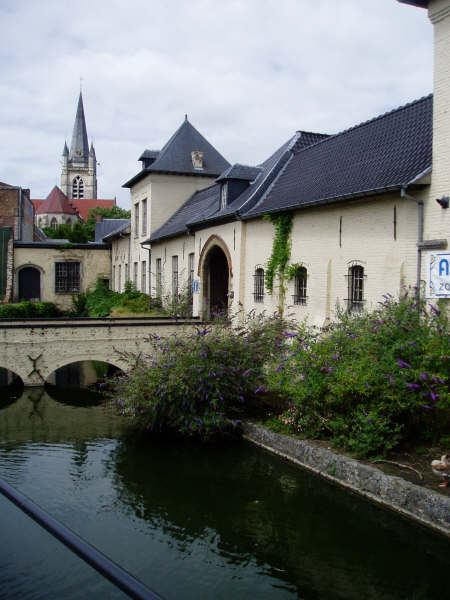
رُنز:متحف وكنيسة القديس هيرميس في الخلفية

وكانت قي، يوم 26 يونيو من عام 1794.

## مشاهد
- كنيسة مار هيرميس، وتشتهر 13th - سرداب القرن رومانسي.
- متحف التراث الشعبي ومتحف النسيج.
- المدينة محطة القطار، واحدة من أقدم في أوروبا.
- الفن الحديث في المنزل الذي بناه فيكتور هورتا: وCarpentier فيلا.
- التلال المحيطة بها، والتي تقدم العديد من وجهات النظر جيدة للمدينة

## احتفالات
- و"Bommels" مهرجان، الذي سيقام في يناير كانون الثاني يوم السبت التي تسبق أول يوم الاثنين بعد عيد الغطاس، هو كرنفال الأولى من هذا العام في بلجيكا. يمكن أن جذورها تعود إلى العصور الوسطى.
- و"Fiertel"، كما يرجع تاريخها إلى العصور الوسطى، ويجري على الثالوث الاحد. في تلك المناسبة، على وعاء الذخائر المقدسة في سانت لهيرميس يجري في أنحاء المدينة في 32 كم مسيرة طويلة، مع مئات من المشاة وراكبي الدراجات والهتاف فيها.

## الأشخاص الذين ولدوا في رُنز
- سيبريانو دي Rore والملحن الفلمنكية والمعلم (القرن 16).
- ألفونس فرانسوا رينارد، جيولوجي وpetrographer (القرن 19).
- Ovide Decroly، المعلم والطبيب النفسي (القرن 19).
- الأميرة ايزابيل ليختنشتاين (القرن 20).
- رودى ديموتى، السياسي الاشتراكي (القرن 20).

## الصناعة
- النساجون المرتبطة بها، وهي شركة تصنيع المنسوجات.

## المدن التوأم
- ألمانيا : كليفه.
- المملكة المتحدة ساندويتش، كينت.
- فرنسا : سانت فاليري سور السوم.
- جمهورية التشيك : يابلونيتش ناد نيسو.
- تونس : مساكن.

## وصلات خارجية
- الموقع الرسمي